# وليد محمد السعدي
وليد محمد السعدي سفير أردني متقاعد.

## الوظائف
- عمل وليد السعدي محرراً في صحيفة جوردان تايمز، وهو لا يزال يكتب عموداً فيها في مجال حقوق الإنسان.
- كان رئيس الوفد الأردني إلى مؤتمر المحكمة الجنائية الدولية في روما، ورئيس الفريق العامل في المحكمة الجنائية الدولية في الجرائم ضد الإنسانية.
- مثّل الحكومة الأردنية في كلٍ من نيويورك، واشنطن العاصمة، موسكو، لندن، باريس.
- من عام 1975 حتى 1981 كان الممثل الدائم في مكتب الأمم المتحدة في جنيف.
- من 1982 حتى 1985، كان سفير الأردن في أنقرة.
- من 1980 حتى 1981، كان رئيساً للجنة حقوق الإنسان
- من 1978 حتى 1982، ومن 1990 حتى 1994 كان عضواً في لجنة حقوق الإنسان
- عام 1998، كان رئيس الوفد الأردني إلى مؤتمر الأمم المتحدة الديبلوماسي للمفوضين بتأسيس المحكمة الجنائية الدولية في [[روما
- من 1003 حتى 2006، كان رئيس فريق العمل المعني بالجرائم ضد الإنسانية التابع للمركزالوطني لحقوق الإنسان في مدينة عمان (مدينة)..[2]